# Lychnosea aulularia
Lychnosea aulularia là một loài bướm đêm trong họ Geometridae.